# Maltai vénusz
A maltai vénusz az oroszországi Malta (Мальта, angol irodalomban Mal’ta alakban), egy Bajkál-tóhoz közeli település kőbányájából került elő 1928-ban. A felfedezés nem régész nevéhez fűződik, de a lelet alapján azóta több ásatási évadban feltárták a szobrot készítő közösség települését is. A lakhelyek maradványaiban több másik szobrot, illetve töredéket találtak, minimum 29 darab szoborhoz tartozót.
A szobrok érdekes módon részben a matrjoska-babához hasonlóan méretsorozatot alkotnak a 136 mm-es magasságtól  31 mm-es magasságig. A szobrok részben stilizáltak, egyetlen jellegzetességben egyeznek meg: a szeméremdombot minden esetben hangsúlyosan ábrázolják. A szobrok a szentpétervári Ermitázsban vannak kiállítva.
Stílusa alapján eredetileg 23 000 évesre tették a korát, a gravetti kultúra hasonló szobrai alapján. De a modern radiometrikus datálás szerint a szobor 12 800 év körüli, vagyis az európai magdaléni kultúrával egyidős.

## Külső hivatkozások
- Short text on the site of Mal'ta, illustrating another figurine, on Metropolitan Museum website
- The Malta figurines on the website of the Hermitage Museum[halott link]